# Les Gluants
Les Gluants (Goobacks en version originale) est le septième épisode de la huitième saison de la série animée South Park, ainsi que le 118e épisode de l'émission.

## Résumé
Des hommes de l'an 3045 débarquent à South Park grâce à un portail temporel qui s'est ouvert juste au bord d'une route. Ils fuient leur époque dans laquelle la vie des humains est devenue un enfer. Surnommés « les Gluants » en référence au fluide qui les recouvre en arrivant du futur, ils vont proposer leurs services pour des salaires dérisoires. Les habitants de South Park se retrouvent tous sans travail et vont tenter de se débarrasser des nouveaux arrivants toujours plus nombreux de jour en jour. Étant donné que le portail temporel ne peut fonctionner que dans un seul sens, ils en arrivent à la conclusion que pour faire disparaitre les importuns, la meilleure solution est de les empêcher d'exister. Pour cela, ils vont tenter de détruire le futur en ne faisant plus d'enfants : ils organisent alors une gigantesque partouze homosexuelle.